# Atlanta Public Schools

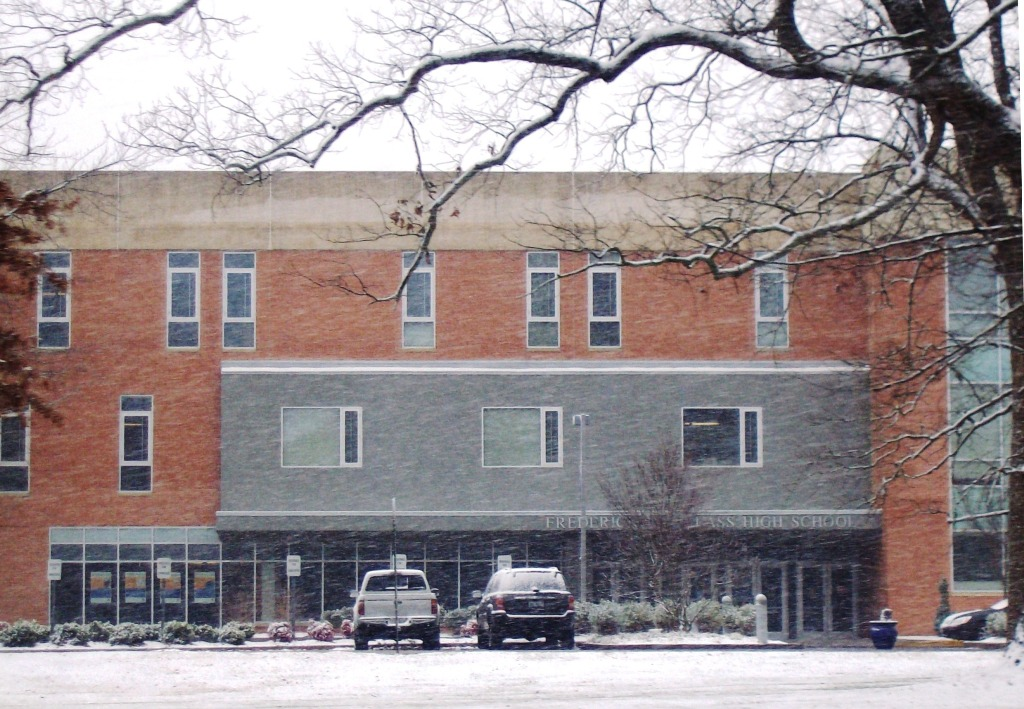
Frederick Douglass High School en Atlanta

Las Atlanta Public Schools ("Escuelas Públicas de Atlanta", APS) es un distrito escolar de Georgia. Tiene su sede en Atlanta. APS gestiona 96 escuelas tradicionales, incluyendo 55 escuelas primarias, 16 middle schools, 2 "single gender academies," 23 escuelas preparatorias, 2 programas non-tradicionales, 12 escuelas "charter," y uno centro escolar para adultos.